# Fretterode
Fretterode település Németországban, azon belül Türingiában. Lakosainak száma 179 fő (2023. december 31.).

## Népesség
A település népességének változása:
| Lakosok száma | 179  | 176  | 176  | 178  | 179  |
|               | 2017 | 2019 | 2021 | 2022 | 2023 |